# UFO 1
| 전문가 평가 | 전문가 평가 |
| 평가 점수   | 평가 점수   |
| 출처        | 점수        |
| ----------- | ----------- |
| AllMusic    | [ 4 ]       |

《UFO 1》은 영국의 하드 록 밴드 UFO의 데뷔 스튜디오 음반이다. 1970년 10월 4일, 비콘 레코드에 의해 영국에서 처음 발매되었다. 1971년 4월에 미국에서 처음으로 발매된 레어 어스 레코드이다. 이 두 음반 모두 차트에 오르지 못했지만, 이 음반은 독일과 일본에서 성공을 거두었다.

## 배경
이 음반은 밴드의 두 번째 음반의 5곡 중 4곡과 함께 《Unidentified Flying Object》라는 이름으로 재발매되었다. 이 재발매본은 커버에 1980년대 밴드의 사진을 보여준다.
또한 기타리스트 미하엘 솅커가 그룹에 합류하기 전에 밴드의 다른 모든 작업과 함께 《Flying: The Early Years 1970–1973》 컴필레이션으로 재발행되었다. 또한 추가 트랙 없이 《All The Hits & More - The Early Days》(XXX 미디어, 독일, 2011년)라는 이름으로 연속 재발매되었다.

## 곡 목록
모든 곡들은 특별한 언급이 없는 한 피트 웨이, 필 모그, 앤디 파커 그리고 믹 볼턴에 의해 작사/작곡하였다.
| #  | 제목                           | 작사·작곡                    | 재생 시간 |
| -- | ------------------------------ | ---------------------------- | --------- |
| 1. | 〈Unidentified Flying Object〉 |                              | 2:19      |
| 2. | 〈Boogie for George〉          |                              | 4:16      |
| 3. | 〈C'mon Everybody〉            | 에디 코크런, 제리 케이프하트 | 3:12      |
| 4. | 〈Shake It About〉             |                              | 3:47      |
| 5. | 〈Come Away Melinda〉          | 프레드 헬러먼, 프랜 민코프   | 5:04      |

| #   | 제목                 | 작사·작곡 | 재생 시간 |
| --- | -------------------- | --------- | --------- |
| 6.  | 〈Timothy〉          |           | 3:29      |
| 7.  | 〈Follow You Home〉  | 웨이      | 2:13      |
| 8.  | 〈Treacle People〉   | 볼턴      | 3:23      |
| 9.  | 〈Who Do You Love?〉 | 보 디들리 | 7:49      |
| 10. | 〈Evil〉             | 웨이      | 3:27      |